# Půjčka na oprátku
Půjčka na oprátku (v anglickém originále No Loan Again, Naturally) je 12. díl 20. řady (celkem 432.) amerického animovaného seriálu Simpsonovi. Scénář napsal Jeff Westbrook a díl režíroval Mark Kirkland. V USA měl premiéru dne 8. března 2009 na stanici Fox Broadcasting Company a v Česku byl poprvé vysílán 29. listopadu 2009 na stanici ČT2.

## Děj
Simpsonovi uspořádají masopustní večírek, na který pozvou většinu města, a Homer na Margino naléhání neochotně pozve Neda Flanderse. Když následujícího rána uklízejí dům, Lenny se ptá, jak zaplatí každoroční obrovskou oslavu. Homer se radostně přizná, že si na to půjčuje z úvěru. Marge a Homer po obdržení dopisu od úvěrové společnosti navštíví svého hypotečního makléře Gila Gundersona a zjistí, že jejich splátka hypotéky s nastavitelnou úrokovou sazbou se kvůli Homerově neschopnosti drasticky zvýšila. Dům Simpsonových jde do dražby a poté, co Ned vidí smutek Simpsonových, přebije nabídku pana Burnse, dům koupí za 100 001 dolar a poté nabídne Simpsonovým, že se do něj mohou nastěhovat zpět a nemovitost si od něj pronajmout. Simpsonovi Nedovi poděkují písničkou a malou oslavou. Poté si Marge všimne, že kape kohoutek u dřezu, a Ned se nabídne, že jej opraví, protože je teď jejich pronajímatelem a oprava je jeho povinností, stejně jako některé další věci, které je povinen opravit. Neda však jejich neustálé žádosti o opravu rychle omrzí. 
I přes Nedovu snahu se na něj Homer naštve a udá ho v médiích jako zkorumpovaného majitele chudinské čtvrti. Když se Homer odmítne omluvit za svou nevděčnost, Ned rodině oznámí, že musí na konci měsíce dům opustit. Simpsonovi si k sobě do domu nastěhují dědečka, aby využili mezery v zákonech o vystěhování, ale dědeček se kvůli lepším životním podmínkám rozhodne bydlet raději v Nedově domě, čímž automaticky vystěhuje Simpsonovy, kteří jsou nuceni přespat v domově pro bezdomovce. Při pohovorech s potenciálními nájemníky Ned uvidí fotku z oslavy stěhování a vzpomene si na radost a obdiv Simpsonových. Nedovi je jich líto a nechá Simpsonovy nastěhovat se zpět do jejich domu a ignoruje hrozbu nových nájemníků, že proti nim podniknou právní kroky. Zbytek sousedů Simpsonových se okamžitě odstěhuje, protože je znechucen tímto rozhodnutím.

## Produkce
Epizodu napsal Jeff Westbrook a režíroval ji Mark Kirkland. V dílu hostoval také Maurice LaMarche v různých vedlejších rolích.

## Přijetí
V původním americkém vysílání epizodu vidělo odhadem 5,99 milionu domácností a v demografické skupině 18–49 diváků dosáhla ratingu 3,4 / 6% podílu.
Díl získal vesměs pozitivní hodnocení od televizních kritiků. 
Robert Canning z IGN uvedl, že pro animovaný televizní pořad může být někdy obtížné „zůstat aktuální s jejich dlouhými produkčními plány, které začínají měsíce před skutečným vysíláním epizody“, ale u Půjčky na oprátku měl pocit, „jako kdyby všechno napsali a animovali jen před několika týdny. Tedy alespoň počáteční koncept. Když rodina Simpsonových přišla o dům, bylo na Nedovi, aby přišel a zachránil situaci. Ale co nedokázal, bylo zabránit tomu, aby tato epizoda působila velmi středoproudě.“
Erich Asperschlager z TV Verdictu řekl, že epizoda splnila „svou klamavě jednoduchou premisu na jedničku. Vždy, když je v ní tolik Neda Flanderse, musí se dít dobré věci. Přimíchejte dobře potrestaný dobrý skutek a máte skutečného vítěze.“
Steve Heisler z The A.V. Clubu udělil dílu známku B+ a napsal: „Příběh této epizody byl vlastně docela originální, což se překvapivě nestává tak často. Ano, příběh byl mocně předvídatelný, ale na dnešních Simpsonových se mi líbilo, že se vydali spíše směrem k postavám než k podivínské zápletce.“.